# Elecciones generales de Suecia de 1866
Las elecciones generales de Suecia de 1866 tuvieron lugar después del 22 de junio del mencionado año con el objetivo de elegir a los 190 miembros de la primera legislatura de la nueva Segunda Cámara (en sueco: Andra Kammaren) Riksdag, que duraría por un período de tres años.
Bajo el nuevo sistema, se otorgó el derecho al sufragio a todos los varones mayores de veintiún años que poseyeran un ingreso imponible de al menos 800 riksdaler al año, poseían una propiedad con un valor de al menos 1,000 riksdaler o alquilaban una propiedad gravada a al menos 6,000 riksdaler. Esto significaba que alrededor del 5,5% de la población podía votar, una ligera reducción en el 6% que había sido elegible bajo el sistema anterior "Representación por Estados". Los cambios fueron aprobados luego de que fuera presentada una petición de 60,000 personas y esta recibiera un voto favorable en la Casa de la Nobleza en diciembre de 1865, durante cuya sesión una multitud se había reunido afuera para presionar a los nobles para que lo aprobaran.

## Sistema electoral
Los 190 escaños consistieron en un representante de cada Domsaga (o dos para Domsaga con una población de más de 40,000) y un representante por cada 10,000 residentes de una ciudad (con ciudades más pequeñas fusionadas en distritos electorales combinados). Los candidatos debían tener al menos 25 años de edad.
Alrededor de 187,000 votantes calificaron por bienes raíces, 9,500 a través de sus arreglos de alquiler y 10,500 a través de sus ingresos. Muchos dueños de propiedades eran granjeros, dando al partido rural Lantmanna una posición dominante en la Segunda Cámara. La otra casa en el Riksdag, la Primera Cámara de 125 asientos, estaba dominada por las clases altas, con membresía restringida a las 6,000 personas más ricas del país, menos del 1% de la población.

## Resultados
De los 190 parlamentarios elegidos, 107 habían ejercido previamente como parlamentarios en los Estados.
| Partido | Partido                   | Escaños |
| ------- | ------------------------- | ------- |
|         | Partido de la Gente Rural | 81/190  |
|         | Partido Ministerial       | 38/190  |
|         | Independientes            | 71/190  |